# Ланце
Ланце (нім. Lanze) — громада в Німеччині, розташована в землі Шлезвіг-Гольштейн. Входить до складу району Герцогство Лауенбург. Складова частина об'єднання громад Лютау.
Площа — 9,05 км2. Населення становить 280 ос. (станом на 31 грудня 2020).